# Ковешников, Анатолий Леонидович
Анатолий Леонидович Ковешников (Медютов) (род. 31 мая 1971 или 31 мая 1973, Северск, Томская область) — советский и украинский хоккеист, нападающий, тафгай. Мастер спорта России. Российский тренер.

## Биография
Воспитанник томского «Кедра». С 1990 года — в Харькове, играл за «Динамо» в первой лиге (1990/91 — 1991/92). В сезонах 1992/93 — 1995/96 выступал за «Сокол» Киев. Вернувшись в Россию, играл за тольяттинскую «Ладу» (1996) и «Торпедо» Ярославль (1996/97), в составах которых становился чемпионом России.
В составе молодёжной сборной Украины победитель группы С чемпионата мира 1993 года.
На драфте НХЛ 1995 года был выбран в 8-м раунде под общим 193-м номером клубом «Даллас Старс».
Завершил карьеру игрока в 24 года из-за травмы головы.
Тренер под фамилией Медютов. Тренер (2007/08 — ноябрь 2008) и главный тренер (2008/09, с ноября) команды «Янтарь» Северск. С 2010 года — тренер в хоккейных школах Санкт-Петербурга.
Дочь Дарья Медютова (род. 2004) — хоккеистка.